# قطربل
قطربل (ق ط ر ب ل) : (وَقُطْرَبَلُّ) بِالضَّمِّ فَتَشْدِيد الْبَاء أَوْ اللَّام مَوْضِعٌ بِالْعِرَاقِ يُنْسَبُ إلَيْهِ الْخُمُور وَقَالَ:
قُطْرَبُّلُ:
بالضم ثم السكون ثم فتح الراء، وباء موحدة مشددة مضمومة، ولام، وقد روي بفتح أوله وطائه، وأما الباء فمشددة مضمومة في الروايتين، وهي كلمة أعجمية: اسم قرية بين بغداد و عكبرا ينسب إليها الخمر، وما زالت متنزها للبطالين وحانة للخمّارين، وقد أكثر الشعراء من ذكرها، وقيل:
هو اسم لطسّوج من طساسيج بغداد أي كورة،  فما كان من شرقي الصراة فهو بادوريا وما كان من غربيها فهو قطربّل، وقال الببغاء يذكر قطربل وهي شمالي بغداد و كلواذى وهي جنوبيها:
وقال جحظة البرمكي:
وذكر أبو بكر الصولي قال: حدثني أبو ينخت عن سليمان بن أبي نصر قال: لما انصرف أبو نواس من مصر اجتاز بحمص فرأى كثرة خمّاريها وشهرة الشراب بها وترك كتمان الشاربين لها شربها فأعجبه ذلك فأقام بها مدة مغتبقا ومصطبحا، وكان بها خمّار يهوديّ يقال له لاوى فقال لأبي نواس: كيف رأيت
مدينتنا هذه وحالنا فيها؟ فقال له: حدّثنا جماعة من رواتنا أن هذه هي الأرض المقدسة التي كتبها الله تعالى لبني إسرائيل، فقال له الخمّار: أيّما أفضل عندك هذه الأرض أم قطربّل؟ فقال: لولا صفاء شراب قطربّل وركوبها كاهل دجلة ما كانت إلّا بمنزلة حانة من حاناتها، ثم مرّ بعانة فسمع اصطخاب الماء في الجداول فقال: قد أذكرني هذا قول الأخطل:
فأقام فيها ثلاثا يشرب من شرابها ثم قال: لولا قربها من قطربّل ومجاذبة الدواعي إليها لأقمت بها أكثر من ذلك، فلما دخل إلى الأنبار تسرّع إلى بغداد وقال: ما قضيت حق قطربّل إن أنا لم أبطئ بها، فعدل إليها فأقام ثلاثا حتى أتلف فضلة كانت معه من نفقته وباع رداء معلما من أردية مصر، وقال عند انصرافه من قطربّل:
قال: واجتمع الخمارون للسلام عليه فما شبهتهم وإياه وتعظيمهم له إلّا بخاصة الرشيد عند تسليمهم عليه في يوم حفل له، وقال الصولي ومن قوله:
أقرطس في الإفلاس من مائتين
أخذ أبو تمام قوله:
ولقطربّل أخبار وفيها أشعار يسعنا أن نجمع كتابا في أجلاد من أخبار الخلفاء والمجّان والشعراء والبطالين والمتفجّرين، ومقابل مدينة آمد  في ديار بكر قرية يقال لها قطربّل تباع فيها الخمر أيضا، قال فيها صديقنا محمد بن جعفر الرّبعي الحلّيّ الشاعر:
ويذكر أبو سعد السمعاني في كتابه الأنساب، القطربلي: بضم القاف وسكون الطاء المهملة وضم الراء والباء الموحدة وفي آخرها اللام.
هذه النسبة إلى قطربل، وهي قرية من قرى بغداد، مذكورة في الاشعار وذكر في حديث غريب: تبنى مدينة بين دجلة ودجيل والصراة وقطربل "، منها: إسحاق بن عبد الله بن أبي بدر القطربلي، حدث عن الحسين بن محمد المروذي. روى عنه محمد بن الحسين، المعروف بابن عبيد العجل.
وأبو علي الحسن بن الحكم، القطربلي، يروي عن المشمعل بن ملحان الطائي، والوليد بن مسلم، وشعيب بن حرب. روى عنه إبراهيم بن هانئ، ويعقوب بن شيبة السدوسي، وغيرهما.مات بقطربل سنة ثلاثين ومائتين.قاله أبو القاسم البغوي قال: وسمعت منه.
وأبو علي الحسين بن أحمد بن محمد القطربلي، حدث عن أبي العباس ثعلب، وأحمد بن الحسن بن شقير.روى عنه أبو الحسن علي بن أحمد بن عمر المقري، وذكر أنه سمع منه في سنة أربع وخمسين وثلاثمائة بمكة.
وأبو محمد الحسين بن سعد بن الحسن بن سعد القطربلي، ذكر أبو القاسم بن الثلاج، أنه حدثه في سنة اثنتين وخمسين وثلاثمائة، عن أحمد بن عبد الجبار العطاردي.